# Dhamena
Dhamena (nep. धमेना) – gaun wikas samiti w zachodniej części Nepalu w strefie Seti w dystrykcie Bajhang. Według nepalskiego spisu powszechnego z 2011 roku liczył on 463 gospodarstwa domowe i 2835 mieszkańców (1438 kobiet i 1397 mężczyzn).